# Selviria anneae
Selviria anneae är en skalbaggsart som beskrevs av Zdzisława Stebnicka 2005. Selviria anneae ingår i släktet Selviria och familjen Aphodiidae. Inga underarter finns listade i Catalogue of Life.